# Liste der Olympiasieger in der Leichtathletik
Die Liste der Olympiasieger in der Leichtathletik bietet einen Überblick über sämtliche Medaillengewinner in den Leichtathletikwettbewerben bei Olympischen Spielen. Aufgrund der umfangreichen Datenmenge erfolgt eine Unterteilung in vier Teillisten.
- Unter Alle Medaillengewinner sind sämtliche männlichen Medaillengewinner seit 1896 aufgeführt, unterteilt in Wettbewerbe, die zum aktuellen Wettkampfprogramm gehören sowie in nicht mehr ausgetragene Wettbewerbe.
- Unter Alle Medaillengewinnerinnen sind sämtliche weiblichen Medaillengewinner seit 1928 aufgeführt, ebenfalls nach aktuellen und nicht mehr ausgetragenen Wettbewerben gegliedert.
- Unter Alle Medaillengewinner (Mixed) sind sämtliche Medaillengewinner der 2021 erstmals ausgeführten Wettbewerbe gegliedert.
- Die Liste Die erfolgreichsten Teilnehmer führt sämtliche Athleten und Athletinnen auf, die mindestens zwei Goldmedaillen gewonnen haben.
- Die Liste Nationenwertungen enthält die Medaillenspiegel, aufgeschlüsselt nach Gesamtzahl der gewonnenen Medaillen sowie nach Geschlecht.